# Manuel Torras i Sais
Manuel Torras i Sais   (Sant Martí Vell, 12 de febrer de 1915 - Barbastre, 13 d'agost de 1936) fou un religiós claretià. És venerat com a beat per l'Església Catòlica.
Va iniciar els estudis al col·legi claretià de Barbastre. Posteriorment va continuar la seva formació a Cervera, Vic i Solsona. A l'inici de la Guerra civil espanyola, fou executat, juntament amb els seus companys de comunitat, per milicians anarquistes.
El 25 d'octubre de 1992 fou beatificat pel Papa Joan Pau II.